# Fridrich Bridel
Pour les articles homonymes, voir Bridel (homonymie).
Compléments
Bridel est un des grands poètes de la littérature baroque tchèque
Fridrich Bridel (au nom latinisé en Bridelius), né le 1er avril 1619 à Vysoké Mýto, en Bohême (Tchéquie) et décédé le 15 octobre 1680 à Kutná Hora (Tchéquie), est un prêtre jésuite bohème, actif dans les missions rurales mais surtout connu comme poète.

## Biographie
Fridrich est le fils d'échevin utraquiste de la ville de Vysoké Mýto converti au catholicisme. Il fait ses études secondaires au collège jésuite de Prague et entre au noviciat jésuite de Brno le 26 octobre 1637. À la fin de sa formation spirituelle et académique au Collège de Jindrichuv Hradec il est ordonné prêtre en 1650, à Prague. Il enseigne ensuite pendant quatre ans les classes terminales dans plusieurs collèges. De 1655 à 1660, il est directeur de l’imprimerie du collège Saint-Clément (Clementinum) de Prague. Il accompagne aussi les congrégations mariales de la ville.
Mais surtout à partir de 1662 et jusqu'à sa mort il parcourt les régions bohèmes de Boleslav, Kouřim, et surtout de Čáslav. Son humilité et sa gentillesse, sa connaissance profonde des Écritures saintes et des Pères de l’Église, son austérité personnelle faite de jeûnes, prière prolongée, vie simple, avec un « esprit singulier de joie », lui ouvrirent le cœur des Protestants et des Hussites.
Par amour pour le Christ Bridel fit le vœu de se « mettre au service de tous les pestiférés ». En 1680, la peste se déclara à Kutná Hora. Il demanda immédiatement à son supérieur de l’envoyer dans cette ville pour assister les malades. Il succomba lui-même à la contagion et mourut le 15 octobre 1680. Il est sans doute le seul poète à mourir ainsi (comme disait son éloge funèbre).

## Écrits
Homme de lettres et poète, sans compter ses œuvres anonymes, il est crédité de plus de vingt-quatre œuvres poétiques, hagiographiques et dévotionnelles. Nombre d’entre elles furent traduites en latin, allemand et français.
Ses hymnes, vers et proses furent largement tirés de la liturgie, de traductions et d'adaptations de poèmes du jésuites Allemand Friedrich von Spee. On retrouve dans ses écrits l'influence de Bonaventure, Jodocus Andries, Jodocus Kedd, Paul Krieger, Janos Nadasi et beaucoup d'autres.
- Co Bůh? Člověk? (Quel Dieu? Homme?), un long poème méditatif qui est considéré aujourd'hui comme une œuvre majeure de la poésie baroque de Bohême.
- Život svatého Ivana, 1656 (La vie de saint Ivan)
- Stůl Páně (La table du Seigneur)
- František svatý Xaver (Saint François Xavier)
- Sláva Svatoprokopská, 1662 (La gloire de saint Procope) - le saint Procope de Sázava (?)
- Katechismus katolický (Catéchisme catholique) - le catéchisme de Canisius

## Postérité
Le missionnaire des campagnes éclipsa peu à peu le poète. Cependant, son importance en tant que poète a fait dire à František Xaver Šalda : « Bridel était vraiment un poète, l’auteur de l’œuvre poétique la plus vaste qui existe dans notre littérature baroque tchèque ». Ce qu’il a écrit était pénétré du feu de la foi chrétienne et du zèle apostolique. Sa poésie est un miroir de sa vie, toujours prête à tout sacrifice; et aussi de son immense amour envers les égarés dans la foi.